# قانون التغير المناخي لعام 2008
قانون التغير المناخي لعام 2008 (فصل 27) قانون برلماني أصدره برلمان المملكة المتحدة، يحمِّل وزير الطاقة والتغير المناخي مسؤولية ضمان أن نسبة صافي الكربون لغازات «كيوتو» الدفيئة الستة مجتمعة في المملكة المتحدة لعام 2050– أقل بنسبة 80% على الأقل من خط 1990 المرجعي، اجتنابًا للتغير المناخي الخطير. يستهدف القانون جعل المملكة المتحدة اقتصادًا منخفض الكربونية، ويمنح الوزراء سلطة اتخاذ الإجراءات اللازمة لبلوغ الهدف المنشود في مسألة تقليل الغازات الدفيئة. بموجب القانون تألفت لجنة مستقلة لتغير المناخ، لإرشاد حكومة المملكة المتحدة بخصوص ذلك الهدف والسياسات المتعلقة به. يشير مصطلح Secretary of State في مستند القانون إلى وزير الطاقة والتغير المناخي.

## الهدف من حيث الانبعاثات الكربونية
في 16 أكتوبر 2008 أعلن إد ميليباند (وزير الطاقة والتغير المناخي) أن القانون يقرر خفضًا إجماليًّا نسبته 80% من الغازات الدفيئة الستة بحلول عام 2050.
عند صدوره في البداية اقترحت الحكومة استهداف نسبة 60%، باستثناء الطيران والشحن الدوليين، وهذه نسبة كانت تتطلع إليها الحكومة من سنين، وكانت مبنية على توصية «اللجنة الملكية للتلوث البيئي» التي تضمنها تقريرها الطاقة –البيئة المتغيرة الصادر في يونيو عام 2000. كان المظنون حينئذ أن هذه النسبة –إن اعتمدتها البلدان الأخرى أيضًا– كافية لحد تركيز ثاني أكسيد الكربون في الغلاف الجوي عند 550 جزءًا في المليون، وللحيلولة دون ارتفاع درجات الحرارة العالمية أكثر من درجتين مئويتين (3.6 درجات فهرنهايتية)، ودون ما قد يتبع هذا من عواقب احترارية وخيمة. أضافت اللجنة الملكية أن النسبة ينبغي أن تكون 80% بحلول عام 2100، وأن حد «550 جزءًا في المليون» ينبغي «إبقاؤه قيد النظر». وأكدت أهمية هذا في يناير عام 2006.
استندت أرقام اللجنة الملكية إلى قرار أصدره في يونيو 1996 مجلس الاتحاد الأوروبي لحد الانبعاثات عند 550 جزءًا في المليون، وأرفقه في تقرير إستراتيجية اللجنة تجاه التغير المناخي. وهذا القرار بدوره كان مبنيًّا على «تقرير التقييم الثاني للجنة الدولية للتغيرات المناخية» الذي كان أول ما ورد فيه ارتباط الدرجتين المئويتين بتركيز 550 جزءًا من المليون.
عُرض تقييم علمي في مؤتمر اجتناب التغير المناخي الخطير الدولي الذي عُقد عام 2005 في إكستر تحت رئاسة المملكة المتحدة لمجموعة الثمانية، رجّح أن الدرجتين المئويتين ستُتجاوَزان عند مستوى «550 جزءًا في المليون»، بناءً على توقعات نماذج مناخية أحدث.